# Зелёная армия (хакерская группировка)
«Зелёная армия» (англ. Green Army, иногда англ. Green Army Alliance) — китайская хакерская группировка, существовавшая с 1997 по 2000 год. В некоторых публикациях её называют первой хакерской организацией в Китае. В момент своего расцвета насчитывала не менее 3000 членов.

## Исторический скетч
Считается, что «Зелёная армия» была основана шанхайским хакером, который скрывался под онлайн-псевдонимом Goodwill. Другие ключевые члены организации носили ники Rocky, Dspman (HeHe), Solo и LittleFish. Группировка быстро привлекла к себе внимание представителей первого поколения китайских компьютерных энтузиастов, которые в своих кругах известны под никами Кси Жаокси, Брат Пенг, PP (Пенг Куан), Тян Ксин (Чен Вейшан), IceWater (Хуан Лей) и Маленький Ронг. Сторонники группировки как правило были выходцами из Пекина, Шанхая и Шицзячжуаня; их общее количество превышало 3000 человек.
Члены «Зелёной армии» принимали участие в кибератаках на индонезийские онлайн-ресурсы после беспорядков в Джакарте 1998 года. Этот момент стал поворотным в истории всего китайского хакерского движения, став катализатором и точкой сборки разрозненных хакерских ячеек в единый и целостный конгломерат. В дальнейшем это объединение стало известно под названием «Альянс красных хакеров».
В 1999 году в рядах «Зелёной армии» был запущен процесс коммерциализации. Часть членов группировки осознала перспективы рождающегося рынка и индустрии кибербезопасности. 23 января была проведена первая из ежегодных конференций в одном из шанхайских кафе, где Goodwill и другие ключевые организаторы «Зелёной армии» были представлены венчурному капиталисту из Пекина Шену Жию. Ему удалось убедить хакерский коллектив сместить акцент в своей деятельности на экономические приоритеты. В результате «Зелёная армия» начала трансформироваться в коммерческую структуру Shanghai Green Alliance, которая стала заниматься вопросами кибербезопасности. Переходный процесс не был гладким и сопровождался судебными тяжбами и конфликтами внутри сообщества. 
В 2000 году «Зелёная армия» окончательно распалась, что посеяло разочарование среди активистов китайского хакерского движения, которые считали её одним из своих флагманов.